# Conny Strömberg
Conny Tobias Strömberg, född 10 november 1975 i Örnsköldsvik, är en svensk före detta professionell ishockeyspelare som tidigare har spelat för bland annat Modo Hockey och Örebro HK.

## Biografi
Strömberg representerade Modo Hockey i dåvarande Elitserien under säsongen 1999/00. Under delar av 2000-talet spelade han i utländska ligor i länder som Danmark, Slovenien, Tyskland och Finland.
Säsongen 2009/2010 värvades han till Örebro HK, vilka gjorde sin första säsong i Hockeyallsvenskan.
Strömberg blev under flera år en tongivande spelare i Hockeyallsvenskan. Han vann allsvenskans poängliga säsongen 2009/10, då han gjorde sammanlagt 64 poäng (varav 18 mål) på 54 spelade matcher för Örebro HK. Han vann även poängligan säsongen 2010/11 med 58 poäng (varav 12 mål) på 44 spelade matcher. Säsongen 2011/12 slutade han fyra i poängligan.
Mitt under Kvalserien till Elitserien i ishockey 2012 stängde Örebro HK av Conny Strömberg på grund av disciplinära skäl. Inför säsongen 2012/2013 blev Conny inte erbjuden något nytt kontrakt med Örebro.
I början av augusti 2012 meddelade Strömberg att han planerar att släppa en självbiografi om sig själv. Författaren till boken är Daniel Enestubbe. Biografin namngavs till Conny Strömberg–En lirares bekännelser, och släpptes i december 2012. I hans biografi beskriver han sitt liv som person och ishockeyspelare, och ger bland annat sin version på de avstängningar han råkat ut för.
I slutet av augusti 2012 skrev Strömberg på ett korttidskontrakt med Asplöven till den 5 november 2012. Efter kontakttiden spelade han en match med Västerviks IK, för att sedan skriva på ett nytt korttidskontrakt, men nu med Tingsryds AIF. Den 7 januari 2013 skrev han återigen kontrakt med Örebro HK; detta efter att klubben inte levt upp till sina målsättningar och letade efter förstärkningar. Kontraktet gällde säsongen ut. Efter säsongsavslutningen vann han priset som Årets kvalseriespelare på Aftonbladets hockeygala. Under säsongen i en intervju med Niklas Jihde fick han frågan om hur mycket han stod för Örebros lyft i serien; han svarade då 20 procent. I samband med att klubben blev klara för Elitserien fick han åter frågan av Niklas Jihde och svarade då 25 procent. Vid Aftonbladets hockeygala fick han frågan hur mycket han betytt för Örebros avancemang; han svarade då "Jag var ödmjuk från början, men nu när jag tänkt efter: 33 procent. Det tycker jag." Inför säsongen 2013/2014 skrev han på ett  1+1 årskontrakt med Örebro HK, där det sista året var ett så kallat optionsår. Inför säsongen 2014/2015 fick Strömberg inget förlängt kontrakt med Örebro, utan kom istället i juli 2014 skriva på kontrakt med Västerås Hockey. I samband med att Hockeyallsvenskan tog juluppehåll den 18 december, bröt Strömberg sitt kontrakt med Västerås. Den 27 december 2014 meddelade AIK att man skrivit kontrakt med Strömberg, och han debuterade för AIK mot Björklöven den 29 december.
Säsongen 2016/2017 spelade han för Västerviks IK i Hockeyallsvenskan. Han svarade för 27 poäng på 38 spelade matcher. 
Inför säsongen 2017/2018 värvades han till norska klubben Lørenskog IK. I november 2017 blev det officiellt att den norska klubben valt att avbryta sitt kontrakt med Strömberg, då valde den förra klubben (Västerviks IK) att ta upp kontakten med Conny igen och därefter skriva ett nytt kontrakt med hockeyprofilen.  Säsongen avslutades i VIK Västerås HK som han spelade upp i Hockeyallsvenskan.
Säsongen 2018/2019 inleddes i IFK Arboga innan trunken gick vidare till Örnsköldsvik HF. 
Inför Kvalserien till Hockeyallsvenskan 2018 tecknade 43-åringen den 4 februari 2019 ett kortstidskontrakt med Hudiksvalls HC som gällde resten av säsongen.  Klubben kvalade för att för första gången i historien nå landets näst högsta serie i Ishockey. Hudiksvall blev Connys 24:e klubbtillhörighet vilket är ett inofficiellt svenskt rekord. Kontraktet innehöll en optionsklausul som innebar förlängning om klubben nådde Hockeyallsvenskan.

## Avstängningar
Conny Strömberg blev i september 2010 avstängd av Örebro efter att han kommit bakfull till en träning. Detta gjorde att han missade ett antal matcher under hösten, och när han dagen före julafton hamnade i fyllecell, valde Örebro slutligen att stänga av Strömberg. Han lånades omgående ut till division 1 klubben Asplöven HC, där han spelade tre matcher och gjorde totalt fyra poäng. I januari 2011 beslutade Örebro HK att ta tillbaka Strömberg på det villkoret att han på eget initiativ gått med på ett behandlingsprogram för alkoholproblem. Strömberg blev avstängd igen mitt under Kvalserien säsongen 2011/2012 efter att han brutit mot det avtal han hade med Örebro om att inte dricka alkohol.

## Meriter
- Vinnare av poängligan: 2009/2010, 2010/2011
- Årets kvalseriespelare: 2013 (Utsedd av Aftonbladet)

## Klubbar i karriären
- Vita Hästen (1994/1995)
- Husum HK (1995/1996–1996/1997, 1997/1998)
- IF Sundsvall Hockey (1996/1997)
- IFK Arboga (1997/1998–1998/1999, 1999/2000, 2004/2005)
- MoDo Hockey (1999/2000)
- Tierps HK (2000/2001)
- Herlev Eagles (2001/2002)
- Blue Devils Weiden  (2002/2003–2003/2004)
- Graz 99ers (2004/2005)
- Landshut Cannibals (2005/2006)
- Moskitos Essen (2006/2007)
- Sport (2007/2008)
- HK Jesenice (2007/2008–2008/2009)
- Örebro HK (2009/2010–2011/2012)
- Asplöven HC (2010/11, 2012/2013)
- Västerviks IK (2012/2013)
- Tingsryds AIF (2012/2013)
- Örebro HK (2012/2013–2013/2014)
- Västerås Hockey (2014/2015)
- AIK (2014/2015)
- Herlev Eagles (2015/2016)
- Sheffield Steelers (2015/2016)
- Lørenskog IK (2016/2017, 2017/2018)
- Västerviks IK (2016/2017, 2017/2018)
- Västerås Hockey (2017/2018)
- IFK Arboga (2018/2019)
- Örnsköldsvik HF (2018/2019)
- Hudiksvalls HC (2018/2019)
- Surahammars IF (2019/2020)
- Tegs SK (2019/2020)